# قمرت
ڨمرت هي منطقة سكنية وسياحية راقية تقع في الضاحية الشمالية للعاصمة التونسية بين المرسى ورواد. تتبع المنطقة إداريا بلدية المرسى وتنقسم إلى 4 أقسام فرعية:
- ڨمرت العليا التي تقع على الجزء الأعلى من ربوة ڨمرت، وهي قسم سكني يتكون أساسا من فيلات فخمة، وحيث يعد سعر المتر المربع من الأغلى في البلاد.
- ڨمرت القرية حيث تقع قرية أطفال قمرت للأيتام، وهي امتداد حضاري لقمرت العليا.
- ڨمرت السياحية التي تنطوي على منطقة سياحية تضم عدة نزل فاخرة على امتداد البحر وعلى مارينا ڨمرت المستحدثة عام 2015.

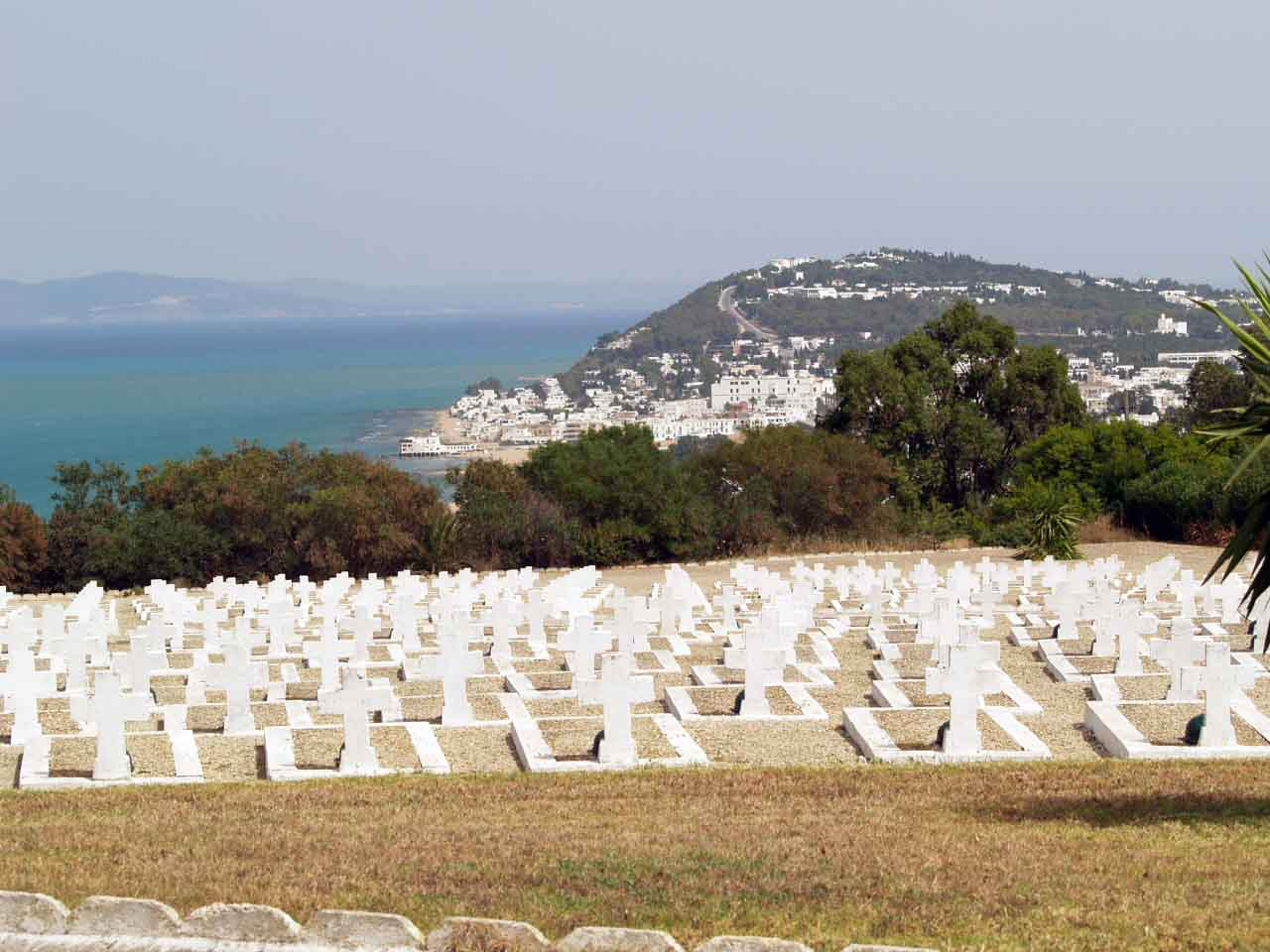
صورة للمقبرة العسكرية الفرنسية بقمرت

- رأس ڨمرت أو كاب ڨمرت.

## وصلات خارجية
- دائرة قمرت في موقع بلدية المرسى (بالفرنسية)
- موقع عن قمرت القرية